# Конституция Теннесси (1796)

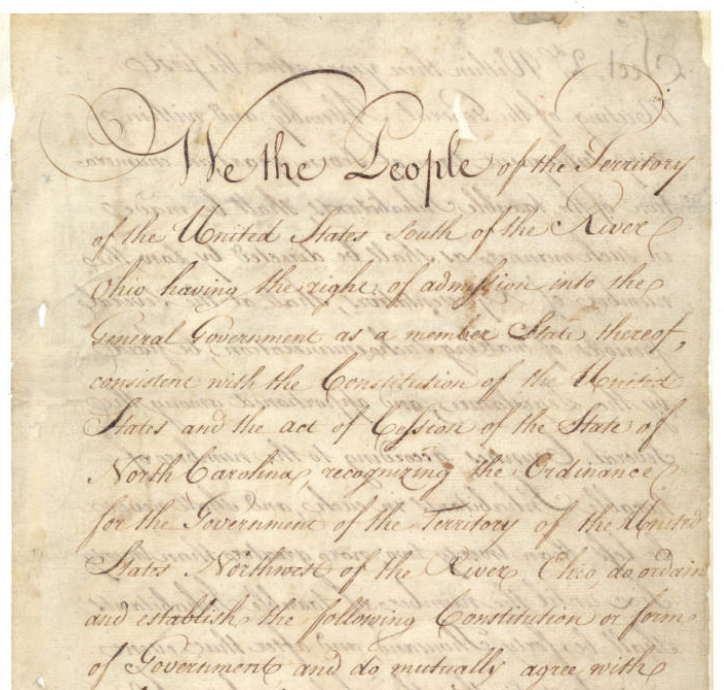
Преамбула конституции Теннесси 1796 года.

Конституция Теннесси 1796 года — первая конституция штата Теннесси, принятая теннессийским конституционным конвентом, который собрался в январе 1796 года, и она оставалась основным законом штата до принятия новой конституции в 1834 году. Конституция постановила сформировать Генеральную Ассамблею Теннесси из двух палат: Палаты представителей и Конгресса. Членом легислатуры мог стать каждый мужчина не моложе 21 года, владеющий 200, или более, акрами земли. Губернатор избирался на два года и не более, чем три раза подряд. Право голосования было сформулировано так, что фактически любой свободный мужчина, в том числе чернокожий, имел право голоса, таким образом Теннесси по сути ввёл у себя всеобщее избирательное право. Она формально утвердила за штатом его название. Большинство норм этой конституции были заимствованы из конституции Пенсильвании и конституции Северной Каролины.

## Конституционный конвент
В 1790 году Северная Каролина уступила федеральным властям свои западные округа которые стали федеральной территорией. 26 мая президент Вашингтон подписал «Закон по управлению территорией Соединённых штатов к югу от реки Огайо». Так образовалась Юго-Западная территория.
Теннесси быстро достиг численности населения, позволяющей претендовать на статус штата, но территориальный губернатор Уильям Блаунт некоторое время был против изменения статуса. Однако, постепенно он понял, что только с собственной делегацией в Конгрессе США штат сможет лоббировать свои интересы. К тому времени процедура вступления в Союз не была формализована и ещё не было прецедентов, поскольку ранее принятые штаты, Вермонт и Кентукки, перед принятием не имели статуса территории. Блаунт решил, что первый шаг следует сделать штату, поэтому созвал Ассамблею, и она постановила провести перепись населения, чтобы выявить, имеется ли необходимый для принятия минимум в 60 000 человек. Одновременно при переписи провели опрос: согласны ли жители на присоединение к Союзу, если население окажется ниже минимума. При опросе 6504 человека высказались за присоединение и 2562 против (против голосовали в основном западные округа). Перепись показала, что в штате проживает 77 262 человек, из них рабов 10 613 человек, итого численность свободного населения составляет 66 649 человек, в том числе 973 свободного негра.
Блаунт постановил провести 18—19 декабря выборы делегатов Конституционного конвента, по 5 человек от каждого округа, и в итоге 11 января 1796 года в Ноксвилле собрались 25 делегатов и Блаунт был выбран председателем конгресса. Среди делегатов были будущий президент Эндрю Джексон, Уильям Клейборн, Арчибальд Роан, Джозеф Макминн, Джон Реа и Уильям Кок. Был создан комитет под председательством Даниеля Смита для разработки проекта Конституции и именно Смит предложил для штата название «Теннесси».

## Конституция
Преамбула конституции содержала идею о том, что правительство образуется вследствие общественного договора: «We the people of the Territory of the United States, south of the River Ohio, having the right of admission into the general government as a member state thereof, . . . and do mutually agree with each other to form ourselves into a free and independent state...». Такая формулировка была близка к выражениям прежних политических образований: Уотогской республики, Камберледской ассоциации и штата Франклин, но содержала и посыл о том, что если Теннесси не будет принят в Союз, то он продолжит существование как независимый штат.
Законодательную власть по новой конституции представляла Генеральная ассамблея, состоящая из Сената и Палаты представителей. Выборы было решено проводить в первую пятницу или четверг августа каждый нечётный год. Ассамблея должна была собираться регулярно в трретий понедельник сентября, но могла быть созвана на внеочередную сессию. Чтобы быть избранным, надо было иметь минимум 21 год, проживать в штате минимум три года, и проживать минимум год в том округе, от которого избран. Необходимо было иметь минимум 200 акров земли. Священникам и проповедникам запрещалось избираться в Законодательное собрание. Эта норма была прописана в Статье VIII, Части 1, и она продолжает существовать в современной конституции штата в Статье IX, части 1. Предполагалось, что политика не должна отвлекать священников от их прямых обязанностей.
Полномочия легислатуры были крайне широки и губернатор не имел права вето на её решения. Конституция налагала ограничения только на размер оплаты госслужащих, на процесс создания новых округов и на систему налогообложения. Раздел о налогах утверждал, что все земли должны облагаться налогами на равных основаниях, и что ни одна сотня акров не должна облагаться большим или меньшим налогом, чем иная, за исключением городских участков. Ассамблея так имела право импичмента губернатора.
Исполнительная власть принадлежала губернатору, который избирался общим голосование на срок в два года, но не мог служить более, чем три срока подряд. Кандидат в губернаторы должен бы не моложе 25-ти лет и иметь не менее 500 акров земли. Его полномочия были невелики, но всё же их было больше, чем у губернатора Северной Каролины. Он командовал ополчением штата, мог объявлять амнистии, но не имел права вето. Его главной функцией было следить за правильным исполнением законов (take care that the laws shall be faithfully executed). Должности вице-губернатора не придусматривалось, поэтому в случае смерти или отставки губернатора его место автоматически занимал спикер сената. Другими высшими должностями были казначей и секретарь штата, которые выбирались легислатурой.
Избирательно право было сформулировано так, что впоследствии запутывало многих исследователей:
Every freeman of the age of twenty-one years and upwards, possessing a freehold in the county wherein he may vote, and being an inhabitant of this state, and every freeman being an inhabitant of any one county in the state six months preceding the day of election, shall be entitled to vote for members of the general assembly, for the county in which he shall reside.
Многие исследователи делали вывод, что конституция давала право голоса только владельцам собственности. Однако, любой свободный человек не моложе 21 года, даже чернокожий, мог голосовать, если он проживал в своём округе не менее 6 месяцев, даже если у него не было собственности. Наличие собственности всего лишь избавляло от требований проживания в округе (поэтому теоретически, владелец собственности мог голосовать в любом округе, где имел собственность). Фактически конституция Теннесси давала всеобщее мужское право голосования.

### Статьи
- John D. Barnhart. The Tennessee Constitution of 1796: A Product of the Old West (англ.) // The Journal of Southern History. — Southern Historical Association, 1943. — Vol. 9, iss. 4. — P. 532-548. — doi:10.2307/2197663.
- Wallace McClure. THE DEVELOPMENT OF THE TENNESSEE CONSTITUTION (англ.) // Tennessee Historical Magazine. — Tennessee Historical Society, 1915. — Vol. 1, iss. 4. — P. 292-314.